# 陈泰 (永乐举人)
陳泰（？—1469年），字吉亨，福建光泽縣人。中國明朝官員。官至都察院右副都御史。

## 生平
其先人入贅曹氏，故以為姓。永樂二十一年（1423年）舉癸卯科鄉試，宣德二年（1427年）中式丁未科會試乙榜。任直隸安慶府儒學訓導。
英宗正統二年（1437年），經廷臣交相推薦，陳泰被擢為江西道監察御史，巡按貴州。當時官軍征麓川，每年取土兵二千為嚮導，作戰失利，往往殺之以冒功。陳泰上奏，制止了此種行為。
陳泰後至山西巡按。當時百官俸薄，折鈔又不能即得。巡按泰上章請求「量增祿廩，俾足養廉，然後治贓污，則貪風自息」，沒有實行。正統六年（1441年）夏又上言：「連歲災異，咎在廷臣，請敕御史給事中糾彈大臣，去其尤不職者，而後所司各考核其屬。」得英宗采纳。於是御史馬謹等交章彈劾吏部尚書郭璡等數十人。陳泰後來又到山東巡按。《明史》稱他「三為巡按，懲奸去貪，威稜甚峻。」
正統九年（1444年），陳泰破格升任四川按察使，與鎮守都御史寇深不和。正統十二年（1447年）八月，參議陳敏按寇希之意彈劾陳泰「擅杖武職，毆輿夫至死」。陳泰被逮入刑部獄，坐斬。陳泰上奏申辯，大理寺卿俞士悅亦具狀以聞，英宗皆不聽。
正統十四年（1449年），英宗親征瓦剌，在土木之變大敗被俘。代宗監國，赦免陳泰，復其官職。謙推薦陳泰守紫荊關。瓦剌軍進犯北京，紫荊關失守，陳泰再次論死。代宗寬免之，命充為事官，從總兵官顧興祖築關隘。
景泰元年（1450年），擢大理寺右少卿，守備白羊口。四月，都督同知劉安巡備涿、易、真、保諸城，命陳泰以右僉都御史參其軍務。三年兼巡撫保定六府。隨後被任命督治河道。自儀真（今江蘇儀征）至淮安，浚渠一百八十里，塞決口九，築壩三，役六萬人，數月完工。七年移撫蘇、松。
英宗復辟後，陳泰謫廣東副使，以丁憂去職。天順六年（1462年）起為四川巡撫。天順八年（1464年）進都察院右副都御史，總督漕運兼巡撫淮、揚諸府。上奏請回復原姓。任職三年去官。憲宗成化五年（1469年）卒。

## 著作
有《陳中丞奏議》十卷，《千頃堂書目》存。

## 紀念
邵武府城曾有都憲坊，為陳泰所建。

## 延伸阅读
[在维基数据编辑]
 《國朝獻徵錄·卷之五十九》，出自焦竑《國朝獻徵錄》
 《明史卷一百五十九》，出自《明史》